# Christmas in Jamaica
A Christmas in Jamaica Toni Braxton amerikai énekesnő második, utolsó kislemeze Snowflakes című karácsonyi albumáról, mely az énekesnő negyedik albuma. A dalban Shaggy rappel.

## Számlista
CD kislemez (USA)
1. Christmas in Jamaica (Radio Edit)
2. Christmas in Jamaica (Remix)
3. Christmas in Jamaica (Remix Instrumental)
4. Christmas in Jamaica (Radio Edit Instrumental)

## Helyezések
| Slágerlista (2002)                               | Legmagasabb helyezés |
| ------------------------------------------------ | -------------------- |
| USA Billboard Bubbling Under R&B/Hip-Hop Singles | 3                    |